# RAIR microcomputer Black Box
RAIR microcomputer Black Box (Black Box) је био кућни рачунар фирме RAIR microcomputer који је почео да се производи у Уједињеном Краљевству од 1979. године.
Користио је 8085 (Later) 8088 као микропроцесор. RAM меморија рачунара је имала капацитет од од 64 kb до 512 kb. 
Као оперативни систем кориштен је CP/M.

## Детаљни подаци
Детаљнији подаци о рачунару Black Box су дати у табели испод.
|                       |                                               |
| [ 1 ]                 |                                               |
| Произвођач            |                                               |
| Тип                   | кућни рачунар                                 |
| Меморија              | од 64 до 512                                  |
| Поријекло             | Уједињено Краљевство                          |
| Година                | 1979                                          |
| Тастатура             | зависи о видео терминалу који се користи      |
| Процесор              | ) 8088                                        |
| Фреквенција процесора | 3 па 5 (8088: 5 )                             |
| RAM                   | од 64 до 512                                  |
| ROM                   | непознато                                     |
| Текст                 | обично 80 знакова. x 25 линија терминали      |
| Графика               | непознато                                     |
| Боја                  | непознато                                     |
| Звук                  | непознато                                     |
| Димензије             | 50,5 (ширина) x 40,5 (дубина) x 14 (висина) . |
| Портови               |                                               |
| Оперативни систем     |                                               |